# Capilla de Guadalupe (Jalisco)
Capilla de Guadalupe es una pequeña ciudad ubicada en la región Altos Sur en el municipio de Tepatitlán de Morelos del estado Mexicano de Jalisco. Fue parte de la Provincia de Nueva Galicia, actual Nayarit y Jalisco, en el Reino de Nueva Galicia entre su fundación y 1786, y de la Intendencia de Guadalajara de 1786 a 1821. A su vez forma parte de la región del Bajío Occidente, es la más importante de las Delegaciones del Municipio de Tepatitlán. 
Se ubica a 97.2 km de Guadalajara y a 573 km de la Ciudad de México, dentro de la Ruta Cristera y de la zona de denominación del Tequila, se destaca principalmente en la industria tequilera, producción de inulina y miel de agave, en la ganadería, agricultura, avicultura y floricultura. Cuenta con varias fábricas manufactureras y del ramo textil. Sus principales actividades son la comercial y la de la construcción.

## Historia
La población fue fundada en el año de 1820 por el Criollo Español Antonio de Aceves y Casillas originario de la hacienda Mirandillas, municipio de San Miguel el Alto. Desempeñaba el cargo de Comisario de Policía, del cuartel de ubicación de sus “Puestos”, que eran: el de la Tinaja, las Encinillas (actualmente Cuscusillo), el Cacalote, el Aguacate y La Presa de Gómez. Una Villa que nace junto a la consumación de la Independencia que ponía fin al dominio de los españoles en nuestra patria, y una parroquia dedicada a la Santísima Virgen de Guadalupe, la cual había sido nombrada por el emperador don Agustín de Iturbide Patrona de la Orden Imperial.
El motivo fue en “Agradecimiento a un milagro de un voto o promesa por haber sido librado de un peligro en este lugar, al caer de su caballo quedando suspendido de un pie en el estribo de la montura, viéndose en el suelo y sabiendo que podía ser arrastrado, aclamó el auxilio de la Santísima Virgen de Guadalupe.
El tiempo corría en la apacible época de la Colonia, en que las familias alteñas consolidaban una serie de valores humanos y cristianos en un pueblo creyente y abnegado.
Desde épocas anteriores Capilla de Guadalupe ha tenido varios sucesos importantes donde nuestros antepasados lucharon y vivieron la Revolución Cristera, el nacimiento de una nueva población y la erección de la parroquia en el año de 1910.

## Clima
Capilla de Guadalupe cuenta con uno de los climas más agradables de la Región, en temporadas de invierno es más bien frío (en ocasiones ha nevado), en las demás estaciones del año el clima es agradable, semihúmedo, con lluvias en verano, y cálido en temporada de secas de abril a mayo. La temperatura promedio anual es de 22 °C ó 71.6 °F.

## Orografía
La mayor parte de su superficie está conformada por zonas planas y zonas semiplanas. Predominan las altitudes entre los 2,600 y los 2,100 metros sobre el nivel del mar. Las principales elevaciones son: Cerro Gordo, Cerro Carnicero, Cerro Hüilote, Cerro del Maguey y Cerro del Pandillo.
La composición predominante de los suelos es de tipo Planosol, Luvisol, Phaeozem y Luxisol.

## Los Altos de Jalisco
Los principales grupos de chichimecas que merodeaban por la región eran los caxcanes, tecuexes y zacatecas, los mismos que en 1540-1542 formaron el núcleo que sostuvo la guerra del Mixtón. Los chichimecas formaron una alianza que reunía a los zacatecas, caxcanes y tecuexes y otros grupos menores, para combatir el avance español sobre su territorio.
La colonización pionera de los Altos fue una política de poblamiento que los españoles aplicaron en un área de características muy diferentes de las del centro de México. La región alteña no conoció el desarrollo de una alta cultura indígena, donde los españoles se encontraron con una población campesina altamente especializada y por un sistema muy complejo de organización sociopolítica.
Los españoles vivían en sus estancias, ranchos y haciendas, y no podían establecerse en las cabeceras de los poblados habitados por indígenas sino por previo permiso de la Audiencia. Ello explica la ausencia del mestizaje, a la vez que el nacimiento del vaquero o ranchero criollo, fundamentalmente ganadero, prototipo del alteño ya a fines del siglo XVII.

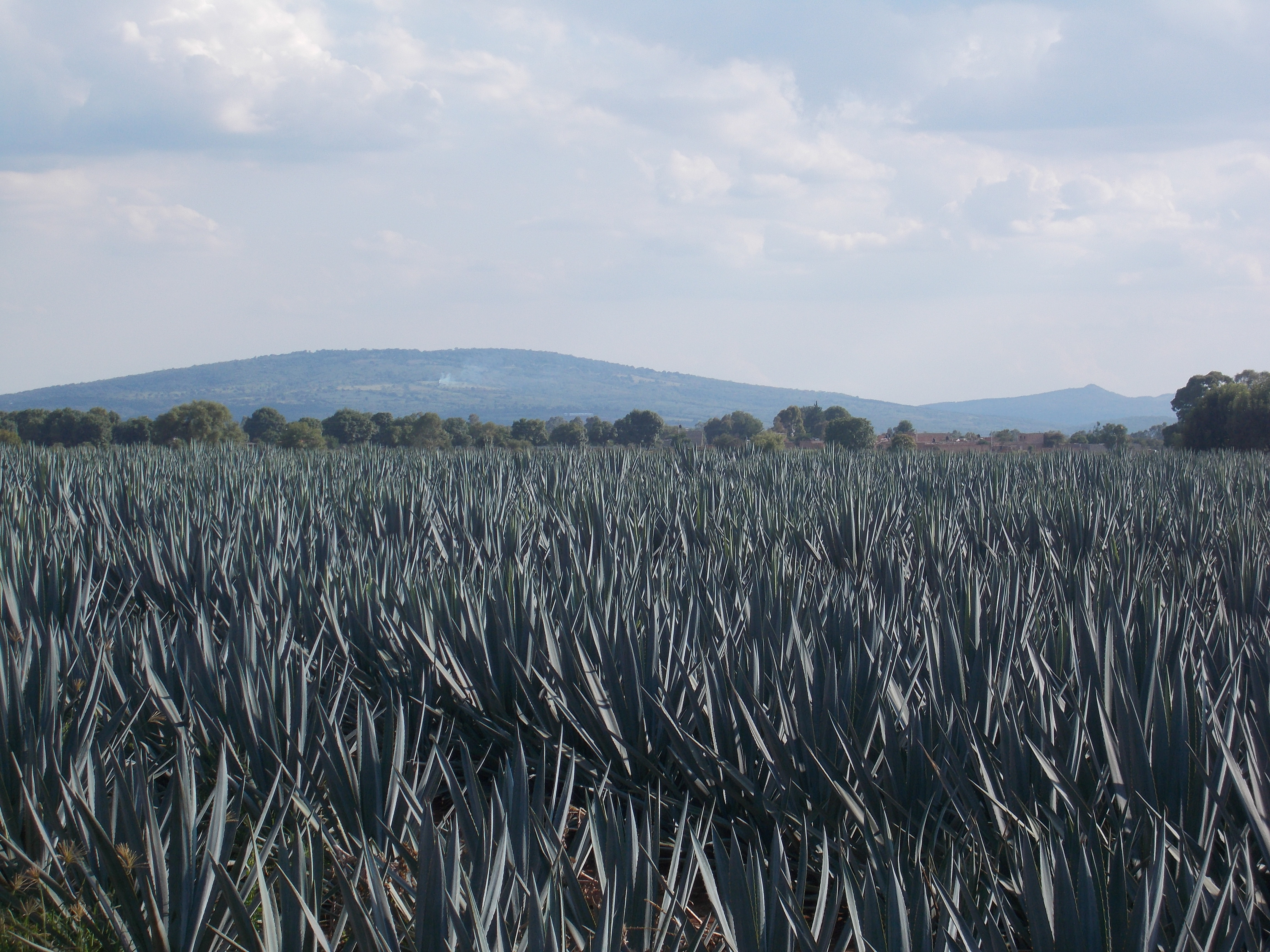
Paisaje de Agave en Capilla de Guadalupe.

La guerra del Mixtón rompió toda convivencia entre indígenas y españoles. Fue la causa, así, de la ausencia de mestizaje y constituyó el antecedente determinante y fundamental de antropología regional.
La primera característica que salta a la vista de quien por primera vez se acerca a los Pueblos Alteños o escucha hablar sobre ellos, es la ausencia de la población indígena en la zona. Tal idea no es de todo exacta. No es que en los Pueblos alteños no exista población indígena. La hay, sobre todo en los pueblos, mucho más que en las rancherías – distribución debida a las razones históricas como la propia guerra del Mixtón de 1540 a 1542, la epidemia de “cocoliste de 1556, que diezmó inmisericordiosamente a la población indígena, contribuyó notablemente a su reducción. Lo que no se advierte es el mestizaje, al menos en tan alta y notoria incidencia como la mayor parte del resto del país, en cuyas ciudades se ha producido una fusión de razas notables a simple vista. Por el contrario, la ausencia de mestizaje en las familias criollas de los pueblos alteños es tan bien inmediatamente perceptible.

## Geografía
Capilla de Guadalupe se localiza en la Región Altos Sur del Estado Mexicano de Jalisco, se ubica en el centro del estado y la región en las coordenadas 102° 35' 28.96" al Oeste y a 20° 49' 38.96" hacia el Norte con una altitud de 2,020 ms.nm. además se encuentra en la zona noreste de la cabecera municipal de Tepatitlán de Morelos y así mismo esta zona conforma parte de la Región del Bajío y Occidente.
| Noroeste: Valle de Guadalupe    | Norte: Jalostotitlán                         | Nordeste: San Miguel el Alto               |
| Oeste: Pegueros                 |                                              | Este: Santa María del Valle y San Julián   |
| Suroeste: Tepatitlán de Morelos | Sur: San José de Gracia y Atotonilco el Alto | Sureste: San Ignacio Cerro Gordo y Arandas |

## Personajes ilustres
| Personaje                     | Recordado por:                                                                 |
| ----------------------------- | ------------------------------------------------------------------------------ |
| Antonio de Aceves y Casillas  | Fundador de Capilla de Guadalupe en el año de 1820.                            |
| J. Matías Navarro             | Primer Comisario Municipal.                                                    |
| José Aceves González          | Primer Delegado Municipal.                                                     |
| José D. González Ramírez      | Policía de resguardo en Chapultepec.                                           |
| Sr. Cecilio Gómez Castellanos | Mártir de la revolución cristera.                                              |
| José María de la Mora         | Poeta y primer párroco de la Parroquia de Nuestra Señora de Guadalupe en 1910. |
| J. Inés Morales               | Presbítero.                                                                    |
| Esteban Vera                  | Presbítero.                                                                    |
| Roberto Corona Corona         | Canónigo.                                                                      |
| Anastacio Torres              | Sacerdote.                                                                     |
| Mons. Raúl Gómez González     | Obispo.                                                                        |

## Turismo

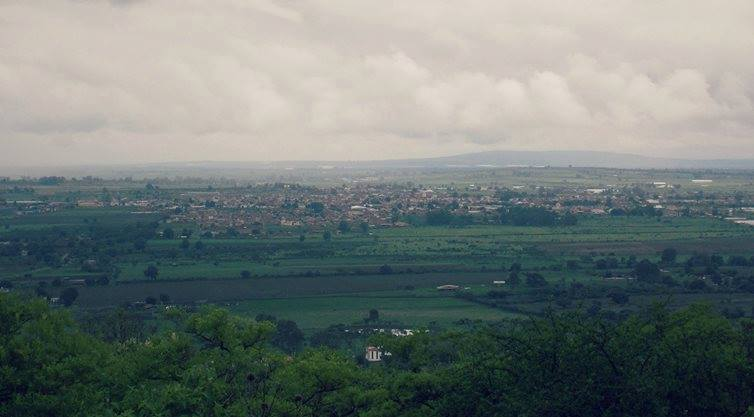
Capilla de Guadalupe, Jalisco, México

Capilla de Guadalupe es un lugar rico en belleza natural, edificios arquitectónicos, iglesias, haciendas y casonas. Un valle ubicado en el Corazón de Los Altos de Jalisco rodeado de montañas y planicies que ofrecen al visitante panoramas y paisajes hermosos. Del 3 al 12 de diciembre se celebran las fiestas en honor a la Virgen de Guadalupe, donde día a día recorren los fieles las calles para dar gracias a la Emperatriz de América, es inigualable el arte de sus carros alegóricos en sus desfiles. Gastronomía, sus mujeres de una inverosímil hermosura, así como de la belleza de sus hombres valientes es lo que caracterizan este bello rincón del Estado de Jalisco. 

### Lugares de interés
- Capilla de Guadalupe Hotel Estancia Real Capilla de Guadalupe Jalisco

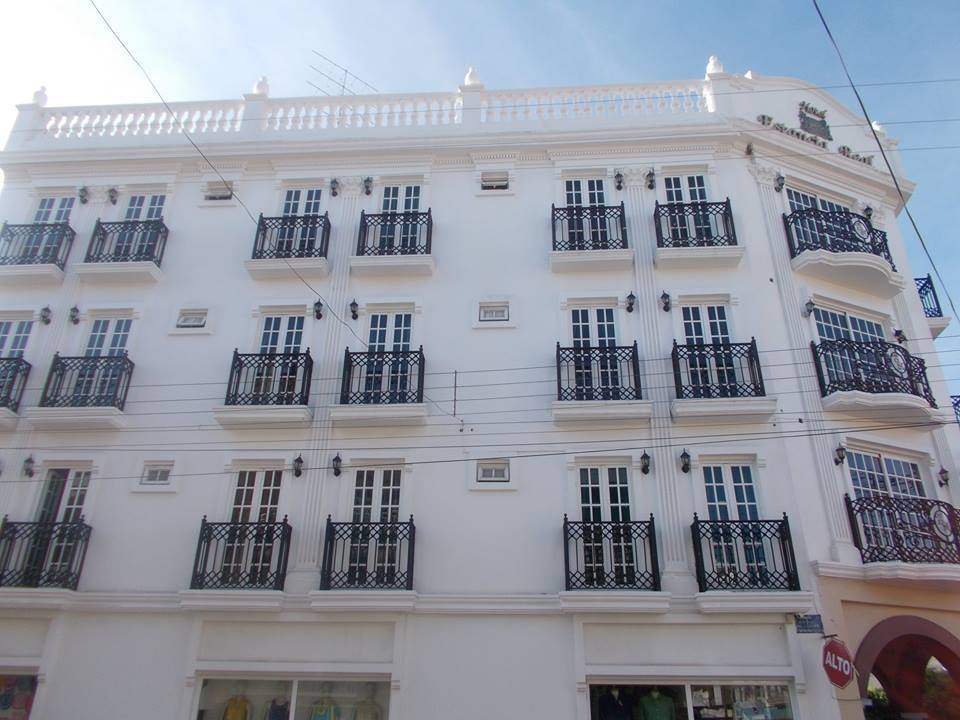
Hotel Estancia Real Capilla de Guadalupe Jalisco

- Parroquia de Nuestra Señora de Guadalupe
- Plaza de Armas
- Parque del Charro
- Lienzo Charro Esteban Vera M.
- Lienzo Charro la Guadalupana
- Montaña del Cerro Gordo y Bosque
- Zona Campestre los Robles
- Rodeo la Tinaja (Pueblo del Oeste)
- Cementerio de Capilla de Guadalupe (Con aproximadamente 100 años de historia)
- Templo de San Pedro Apóstol
- Hacienda Nueva España
- Los Sauces (Santuario del Sr. del Perdón)
- Rancho El Durazno (Ermita del Señor de la Misericordia)El Cacalote, Capilla de Guadalupe Jalisco
- Tequileras y campos de Agave

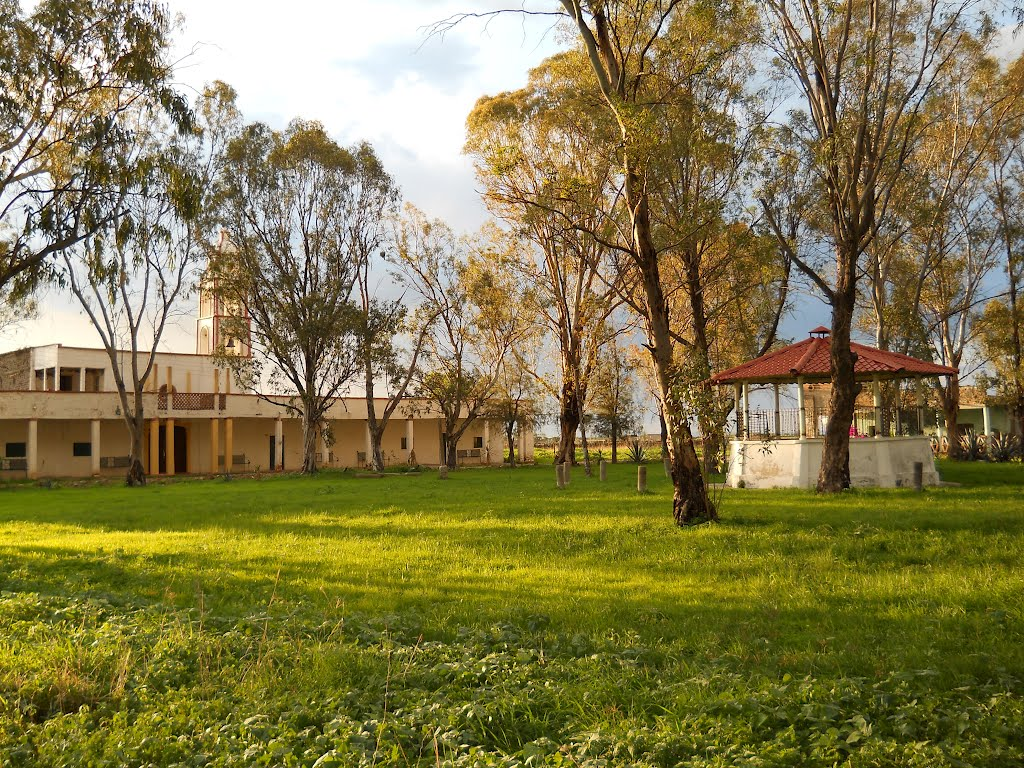
El Cacalote, Capilla de Guadalupe Jalisco

- Rancho la Loma de los Gorditos (Ruta Cristera y de historia)
- Rancho Presa de Gómez (Lugar de donde fueron los primeros fundadores de Capilla)
- Cascada del Centinela-La Flor
- Cerro del Maguey
- Cerro Carnicero (Selva)
- Cerro Güilote
- El cerrito del Cacalote (Vista Panorámica hacia Capilla de Gpe.)
- Valle de Capilla de Guadalupe (469.32 km²)
- Reserva Natural Barranca Negra
- La Tinaja Área natural (Mártir Cristero Cecilio Gómez)

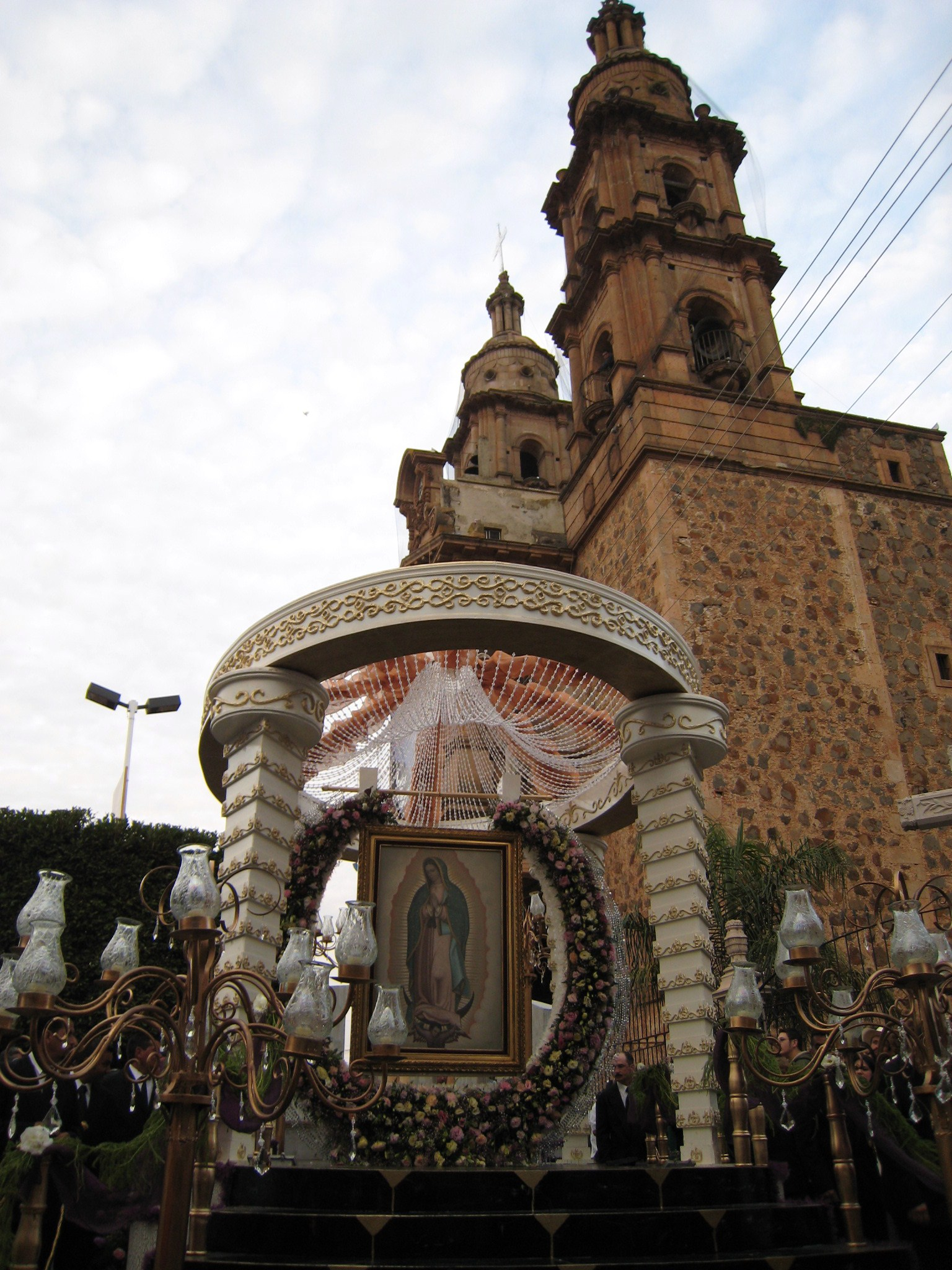
Capilla de Guadalupe (Jalisco)

### Fiestas
- Feria de Capilla de Guadalupe del 3 al 12 de diciembre.
- Fiestas Patronales de Nuestra Señora de Guadalupe del 3 al 12 de diciembre.
- Fiesta de San José Obrero del 29 de abril al 1 de mayo.
- Fiesta del Sagrado Corazón de Jesús la primera quincena de junio.
- Fiesta de San Pedro Apóstol del 27 al 29 de junio.
- Fiesta de Nuestra Señora del Carmen del 14 al 16 de julio.
- Fiesta de San Francisco de Asís del 2 al 4 de octubre.
- Certamen Señorita Capilla de Guadalupe (Mes de mayo).
- Fiestas Patrias del 15 y 16 de septiembre.

## Gastronomía
Destacan los tacos al pastor, de carnaza, entre otros. Comida tradicional como mole de olla, pozole. Se producen y consumen los derivados de la leche como queso fresco, cajeta, yogur, dulces de leche, requesón, mantequilla.
Entre los platillos más destacados están las hamburguesas "Perronas", las famosas paletas de chocomilk de "El Feo" y las malteadas de "Leovi´s"

## Zona urbana y zonas rurales
Zona Urbana:
| 11 825                                                  | 12 496 | 13 308 | 13 857 | 15 640 |
| (Fuente: Instituto Nacional de Estadística y Geográfia) |        |        |        |        |

Zona Conurbada: 
Capilla de Guadalupe se conurba con una serie de comunidades aledañas a la zona urbana como son las comunidades de los Sauces, El Cinco, el Espino, San Antonio (pertenecientes al municipio de Tepatitlán de Morelos) así mismo con las comunidades de Cerro Gordo y los Dolores (pertenecientes al municipio de San Ignacio Cerro Gordo). 

### Colonias

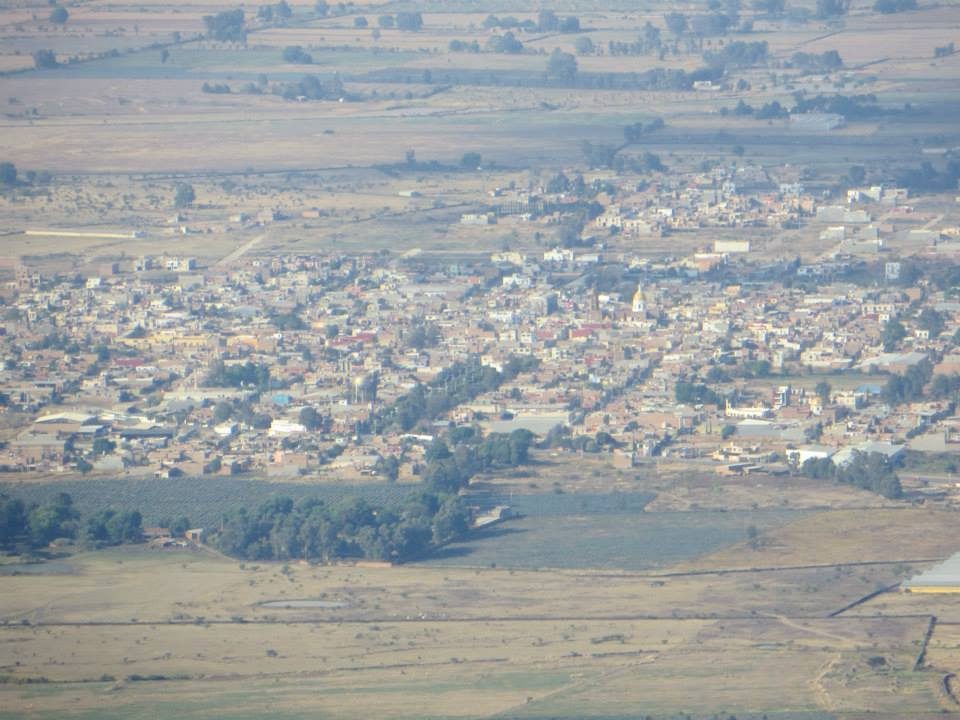
Ciudad Capilla de Guadalupe, Jalisco

- Centro
- San Francisco
- Santo Toribio
- Loma Dorada
- Extramuros
- Sagrado Corazón
- San José
- El Saltillo
- De los Maestros
- Presa del Señor Cura
- El Carril

### Fraccionamientos

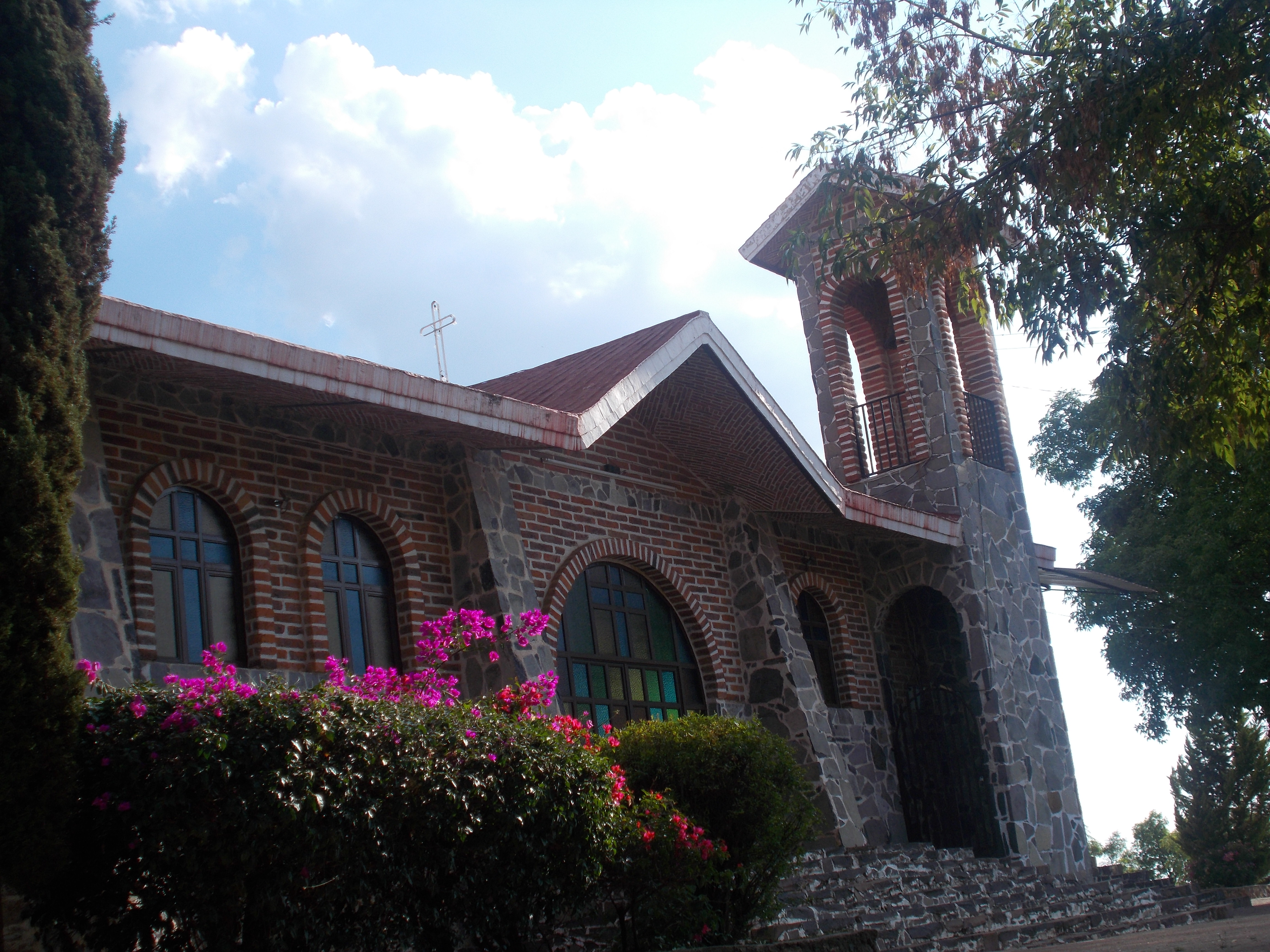
Los Sauces, Capilla de Guadalupe Jalisco

- Fraccionamiento Residencial Las Fuentes
- Fraccionamiento La Castellana Residencial
- Fraccionamiento Madrigal
- Fraccionamiento Agua Santa
- Fraccionamiento Santa Aurora (Coto)
- Fraccionamiento San Pedro
- Fraccionamiento El Fresno
- Fraccionamiento Hacienda Esperanza
- Fraccionamiento Hacienda Esperanza segunda sección
- Fraccionamiento San Martín
- Infonavit Los Almácigos

### Zonas rurales
| - Los Sauces - San Antonio - El Espino - El Cacalote - Presa de Gómez - La Cruz - La Paleta - El Montecillo - El Centro - Córdova | - La Tinaja - Callejón Colorado - El Cuatro - El Pantano - El Triángulo - El Lavadero - El Llano - La Flor - La Ge - El Cerrito Colorado | - Las Trojes - El Ocote - Presa de Martínez - El Tigre - Galindos - La Resolana - Los Ranchos - La Nopalera - Las Peñitas - Loma de Hermosillo | - El Terrero - La Mirandilla - Loma de los Gorditos - Los Charcos de Capilla - Coleto - El Cinco - San Diego - Santa Rosalía - Pozo Santo - El Tecolote | - El Zapote - La Revoltura - Las Motas - La Ilusión - La Majada - Laguna Prieta - Las Llaves - Las Tepozas - Maravillas - El Durazno |

## Iglesias
- Parroquia Mayor de Nuestra Señora de Guadalupe
- Templo de San Francisco de Asís
- Parroquia de el  Sagrado Corazón de Jesús
- Templo de San José
- Templo de San Pedro Apóstol
- Templo de Nuestra Señora del Carmen
- Capilla de la Inmaculada Concepción
- Capilla Madre Teresa de Calcuta
- Santuario del Señor del Perdón (Los Sauces)
- Capillita Señor Todo Poderoso

## En la actualidad
Capilla de Guadalupe es la Delegación más importante y progresiva del Municipio de Tepatitlán de Morelos que lucha junto con la Delegación de San José de Gracia por independizarse y así conformar el municipio 126 del Estado de Jalisco. 
Capilla de Guadalupe es una zona urbana que ha ido creciendo rápidamente a pesar de no tener tantos años de su fundación y superando varías localidades más importantes de la Región, del año 2000 a la fecha ha tenido el mayor crecimiento en población por la emigración de personas de la zona rural o de algunas otras localidades del país e incluso del extranjero. Es una ciudad pequeña por su gran movimiento tanto físico como económico, administrativo, comercial e industrial.

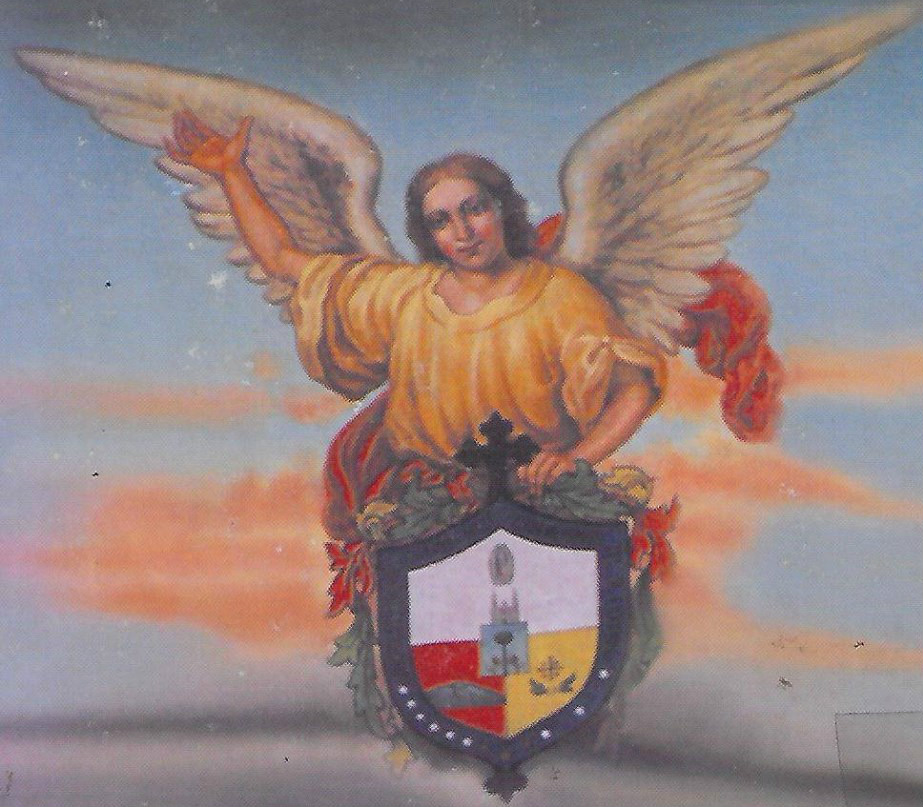
Escudo Capilla de Guadalupe, Jalisco